# 潘渊静
潘渊静（1924年11月4日—2017年4月24日），男，台湾台北人，中国政治人物，中国共产党党员，台湾民主自治同盟盟员。曾任第七、第八届全国政协委员，台湾民主自治同盟中央委员会第四、五届秘书长。